# رئة الإنديوم
هو مرض رئوي مهني نادر ينتج عن التعرض للإنديوم القابل للتنفس في شكل أكسيد القصدير الإنديوم. يصنف على أنه مرض خلالي في الرئة (مرض رئوي متني منتشر).

## علامات وأعراض
العلامات الرئيسية للرئة الإنديوم هي بروتين الحويصلات الرئوية والتليف الرئوي. وتشمل الأعراض ضيق التنفس (ضيق في التنفس)، سعال وزيادة إنتاج البلغم وقد شوهد أيضا داء الهيموبتيسفي الأشخاص الذين يعانون من الرئة الإنديوم. ). وتشمل الأعراض الأخرى التي شوهدت في بعض الحالات وليس جميعها ارتياد النوادي الرقمية، وانخفاض سرعة الانتشار (القدرة على نقل الأكسجين من الحويصلات الهوائية إلى الدم)، وخفض حجم الزفير القسري. وقد ارتبط انتفاخ الرئة مع الرئة الإنديوم, ولكن قد لا تكون جزءا من متلازمة.

## الأسباب
تنتج رئة الإنديوم عن التعرض لأكسيد قصدير الإنديوم في مجموعة متنوعة من السياقات المهنية ، بما في ذلك الاستصلاح والإنتاج. يمكن أن يؤدي التعرض لأكسيد قصدير الإنديوم أثناء تفاعله إلى التعرض لمعدن الإنديوم وهيدروكسيد الإنديوم وأكسيد الإنديوم>

## آلية
الآلية الدقيقة للإمراض غير معروفة ، ولكن يُفترض أن الإنديوم قد يؤدي إلى تفاقم اضطرابات المناعة الذاتية الحالية أو أن البلعمة للإنديوم بواسطة الضامة السنخية قد تسبب خللاً وظيفيًا في الضامة.

## التشخيص
يمكن استخدام التصوير المقطعي والتصوير الشعاعي للمساعدة في تشخيص الرئة الإنديوم. تشمل تشوهات التصوير المقطعي المحوسب عتامة الزجاج المطحون ، وثخانة الحاجز بين الفصيصات ، وتجمع العسل ، وتوسع القصبات.

### نتائج المختبر
وقد لوحظت العديد من النتائج المختبرية غير الطبيعية في الرئة الإنديوم. تم العثور على مستويات عالية من مصل الإنديوم في جميع حالات الرئة الإنديوم. تشمل القيم المختبرية غير الطبيعية الأخرى التي تم العثور عليها ارتفاع ألانين أمينوترانسفيراز ، وارتفاع الأسبارتات أمينوترانسفيراز، وارتفاع البروتين التفاعلي C ، وارتفاع علامات مرض الرئة الخلالي ، وارتفاع الأجسام المضادة.

## المنع
وضع المعهد الوطني للسلامة والصحة المهنية اليابان (JNIOSH) حدودًا للتعرض المقبول عند 0.0003 مجم / م 3 بعد اكتشاف الرئة الإنديوم. يُعتقد أن طرق تقليل التعرض للإنديوم هي أفضل طريقة للحماية. المراقبة الطبية لعمال الإنديوم هي أيضًا طريقة للوقاية.

## العلاج
لايوجد علاج موحد لمرض الرئة الإنديوم. تشمل خيارات العلاج غسيل الرئة والعلاج بالكورتيكوستيرويد.

## التكهن
كانت العوامل التنبؤية مسألة بحث اعتبارًا من عام 2012، ولكن الأدلة الأولية تشير إلى أن مدة التوظيف والاستخدام المبلغ عنه لحماية الجهاز التنفسي ليست عوامل تنبؤية ، ولكن مستوى الإنديوم في المصل قد يكون عاملاً تنبؤيًا - ارتبطت مستويات أعلى من إنديوم المصل مع تنبؤات أسوأ. كان مرض الرئة الإنديوم قاتلاً في العديد من الحالات.

## تاريخا
تم وصفه لأول مرة من قبل مجموعة من الباحثين اليابانيين في عام 2003.

## علم الأوبئة
تم الإبلاغ عن حالات في اليابان و]الولايات المتحدةوالصين. تقع صناعة الإنديوم أساسًا في اليابان ، حيث حدثت معظم الحالات ؛ صناعة الإنديوم موجودة أيضًا في الولايات المتحدة والصين وتايوانوكوريا الجنوبية.
. اعتبارًا من عام 2010 ، تم وصف 10 حالات ، على الرغم من توثيق أكثر من 100 عامل في مجال الإنديوم اضطرابات في الجهاز التنفسي.